# Alfredo Pérez
Alfredo Ricardo Pérez, né le 10 avril 1929 en Argentine et mort le 23 août 1994, est un joueur de football international argentin, qui évoluait au poste de défenseur.

## Biographie

### Carrière en club
Avec le club de River Plate, il remporte cinq titres de champion d'Argentine.

### Carrière en sélection
Avec l'équipe d'Argentine, il joue 3 matchs (pour aucun but inscrit) entre 1957 et 1958. 
Il figure dans le groupe des sélectionnés lors de la Coupe du monde de 1958. Il ne joue aucun match lors de la phase finale de cette compétition. Il dispute toutefois un match face à la Bolivie comptant pour les tours préliminaires du mondial.

## Palmarès
River Plate
- Championnat d'Argentine (4) :
  - Champion : 1952, 1953, 1955, 1956 et 1957.